# 施泰因貝格湖 (柏林)

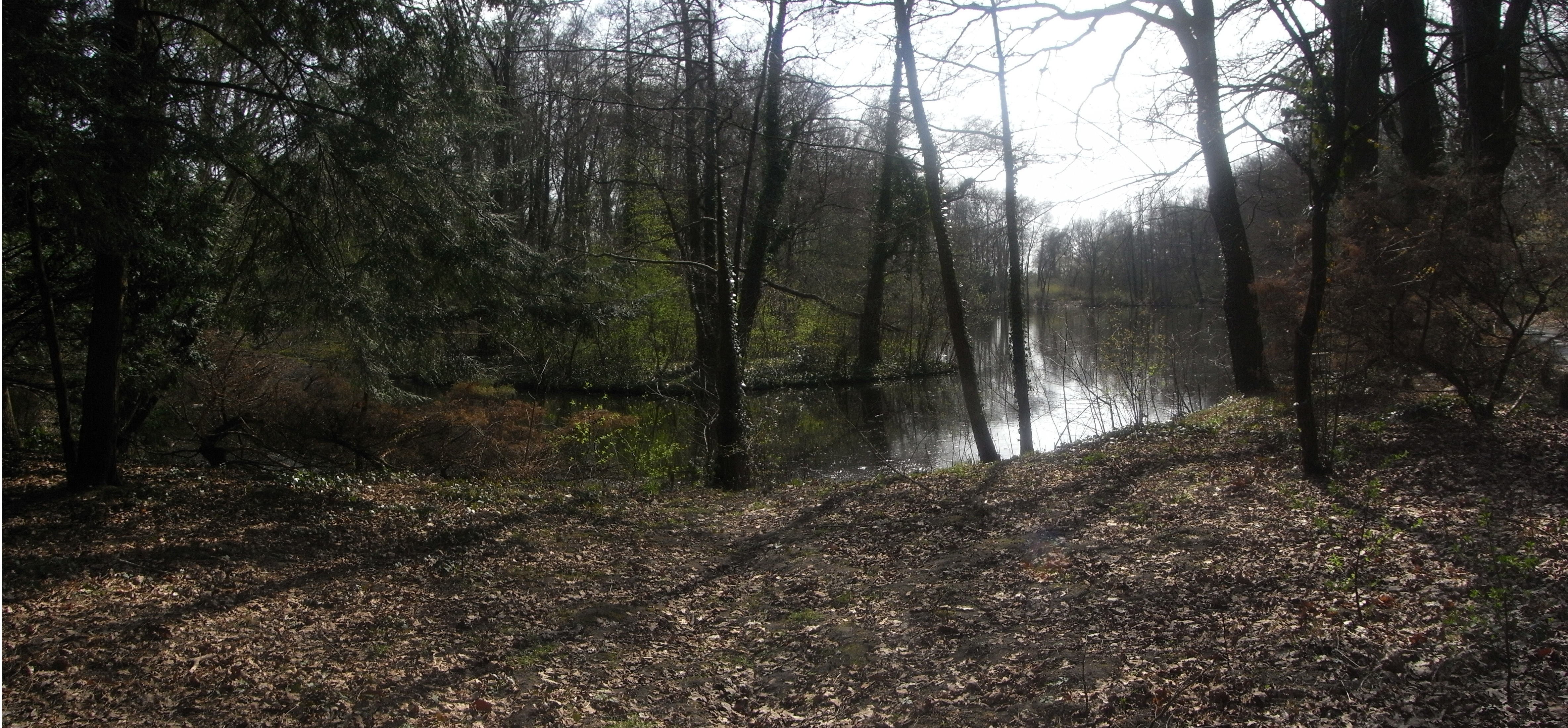

52°35′51″N 13°18′31″E / 52.59750°N 13.30861°E
施泰因貝格湖（德語：Steinbergsee），是德國的湖泊，位於該國首都柏林，由賴尼肯多夫行政區負責管轄，該湖泊長0.2公里、寬0.05公里，面積約為0.01平方公里。